# Bob Stephenson
Bob Stephenson est un acteur, producteur et scénariste américain né le 18 mai 1967 à Oxnard, Californie (États-Unis).

## Filmographie

### comme acteur
- 1995 : Seven (Se7en) : un policier du SWAT
- 1997 : Les Ailes de l'enfer (Con Air) : Ted, pilote
- 1997 : The Game : Assassin Kartmann
- 1999 : Sleeping Beauties : Record Executive
- 1999 : Fight Club : Airport Security Officer
- 2000 : Charlie et ses drôles de dames (Charlie's Angels) : Red Star Systems Director
- 2002 : Adaptation : David
- 2003 : Charlie's Angels 2 (Charlie's Angels : Full Throttle) : Crazed Fan
- 2004 : Rupture mode d'emploi (Breakin' All the Rules) : Ticket Master
- 2005 : Âge difficile obscur (Thumbsucker) : Debate Official
- 2006 : Friends with Money : Marty
- 2006 à 2008 : Jericho : Jimmy
- 2012 : Hick : Lux
- 2013 : Bad Words de Jason Bateman : Bill Murhoff
- 2017 : Twin Peaks (saison 3) : Frank
- 2017 : Battle of the Sexes de Jonathan Dayton et Valerie Faris : Sugar Daddy PR
- 2018 : Making Babies
- 2021 : Directrice (saison 1) : informaticien
- 2022 : Top Gun: Maverick de Joseph Kosinski : l'ingénieur en chef du programme Darkstar